# Filip III av Makedonien

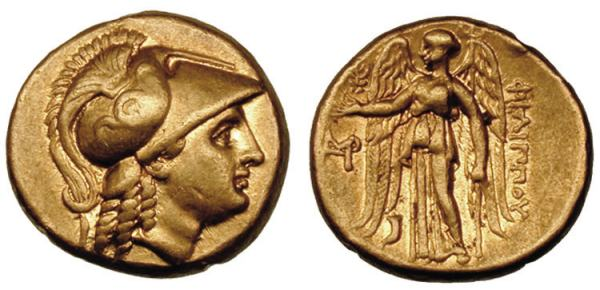
Stater med Filip III av Makedonien. Gudinnan Athena i korinthisk hjälm till vänster. Gudinnan Nike till höger. grekiska: ΦΙΛΙΠΠΟY (Filips).

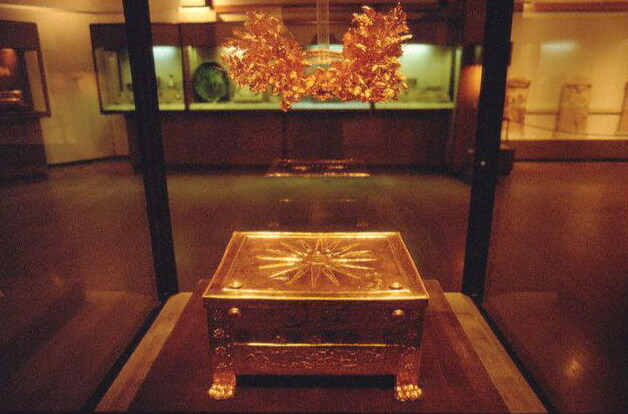
En gyllene larnax, ett speciellt grekiskt begravningsskrin, utställt i museet i Vergina. Förmodades innehålla kvarlevorna efter fadern Filip II av Makedonien, men är idag identifierade Filip III av Makedonien. Guldkransen funnen tillsammans med skrinet kan vara den som både halvbrodern Alexander och Filip III kröntes i. Båda objekten funna i Vergina 1977 av Manolis Andronikos.

Filip III Arrhidaios (grekiska: Φίλιππος Αρριδαίος, engelska: Philip III), född 359 f.Kr., död 317 f.Kr., var monark i Makedonien från 10 juni 323 till sin död 317 f.Kr. Han var son till Filip II av Makedonien och Filinna av Larissa, en påstådd thessalisk dansare, och halvbror till Alexander den store. Han kallades ursprungligen Arrhidaeus, men antog senare namnet Filip när han besteg tronen.
Enligt Plutarchos blev han svagsint och epileptisk efter ett förgiftningsförsök av Filip II:s fru, drottning Olympias, som ville röja en potentiell rival till sin son Alexander ur vägen. Detta är eventuellt endast elaka rykten; det finna inga bevis för att Olympias verkligen skulle ha orsakat sin styvsons tillstånd. Alexander tyckte om honom mycket, och tog med honom på sina kampanjer, både för att försvara honom och för att försäkra sig om att han inte användes som en bricka i spelet om tronen. Efter att Alexander till slut dog i Babylon utropades Arrhidaeus till kung av Makedoniens asiatiska armé. Han var emellertid endast en marionett och en bricka i de mäktiga generalernas spel, en efter den andra. Varken hans liv eller maktinnehav varade länge.

## Liv
Filip III tycks aldrig ha utgjort något hot mot Alexanders efterföljande av Filip II, bortsett från att de båda var lika gamla. Men när satrapen av Karien, Pixadorus, erbjöd sin dotter till Filip, som erbjöd Arrhidaeus som make, ansåg Alexander att det vore bäst att avbryta hela företaget, vilket skapade stor irritation hos fadern (337 f.Kr.). Det är oklart exakt vad Arrhidaeus gjorde under brodern Alexanders härskarperiod. Man vet dock att han inte gavs några civila eller militära order under de tretton åren (336–323 f.Kr.).
Han befann sig i Babylon vid tiden för Alexanders död, den 11 juni 323 f.Kr. En efterföljdskris uppstod: Arrhidaeus var den mest uppenbara kandidaten, men han var mentalt missanpassad för styret. En konflikt exploderade mellan Perdiccas, ledare över kavalleriet, och Meleager, som styrde över falang-grupperingarna; den förste ville vänta och se om Roxana, Alexanders gravida fru, skulle föda en pojke, medan den senare protesterade och påpekade att Arrhidaeus var den närmsta levande släktingen och därför skulle väljas till kung. Meleager dödades och en kompromiss nåddes: Arrhidaeus skulle bli kung under namnet Filip, och han skulle senare förenas med Roxanas barn, om detta visade sig bli en pojke, vilket det också gjorde. Barnet skulle styra tillsammans med farbrodern under namnet Alexander IV av Makedonien. Det bestämdes direkt att Filip Arrhidaeus skulle beträda tronen, men inte styra: detta skulle vara den nya regentens privilegium, Perdiccas.

### Filip som fiktiv karaktär
Alexanders tragiska halvbror dyker upp en kort stund i Mary Renaults The Persian Boy och blir en av huvudkaraktärerna i den efterföljande Funeral Games.

## Utmärkelser
Nedslagskratern Ariadaeus på månen är uppkallad efter honom.